# Aldeia de Nacomba
Aldeia de Nacomba ist ein Ort und eine ehemalige Gemeinde (Freguesia) im portugiesischen Kreis Moimenta da Beira. Die Gemeinde hatte 107 Einwohner (Stand 30. Juni 2011).
Am 29. September 2013 wurden die Gemeinden Aldeia de Nacomba, Ariz und Pêra Velha zur neuen Gemeinde União das Freguesias de Pêra Velha, Aldeia de Nacomba e Ariz zusammengeschlossen.